# Jane Constance
Pour les articles homonymes, voir Jane et Constance.
Jane Constance, née le 16 septembre 2000, est une chanteuse et avocate non-voyante originaire de l'île Maurice.

## Biographie
Jane Constance est née le 16 septembre 2000 à l'île Maurice avec un handicap : la non-voyance.  Sa mère apprend le braille. Dans cette famille, la musique est très présente comme elle le dit en interview sur Canal+ : « La musique dans ma famille c'est dans les gênes : mon père est pianiste ; mon grand-père était violoniste. Et depuis toute petite il y avait des comptines qu'ils jouaient, mes parents qui jouaient du djembé[...] ». Elle commence les cours de chant à l'âge de 5 ans et le piano à sept ans.
En 2015, elle participe à la deuxième saison de The Voice Kids, diffusée sur TF1. Lors de son audition à l'aveugle, elle interprète The Prayer d'Andrea Bocelli et Céline Dion, fait se retourner les trois coachs et choisit Patrick Fiori. Pour les battles, elle est opposée à Naomi et Théo sur la chanson Vieillir avec toi de Florent Pagny. Constance remporte la battle et est qualifiée pour la finale durant laquelle elle interprète The Rose de Bette Midler puis, conformément à la règle, interprète de nouveau The Prayer. Les coachs sont élogieux à son égard, Patrick Fiori dit : « Il y a des techniciens qui ont travaillé très dur pour que tu sois entourée de lumière mais la plus belle des lumières, c'est toi ». Elle remporte la compétition.
En 2016, elle sort son premier album, À travers vos yeux, dans lequel on trouve des reprises et des chansons écrites par Lionel Florence et Pascal Obispo, ainsi qu'un titre écrit par Constance elle-même : Change ton regard, qu'elle décrit comme un appel pour la paix, la positivité et la fin des préjugés, tout comme la chanson phare de l'album, À travers tes yeux, qui est un hommage au père de la chanteuse.
En 2017, elle est nommée artiste pour la paix de l'UNESCO et prend part à la fin de l'année au spectacle Enfoirés Kids et à l'album associé, Génération Enfoirés.
En 2018, elle est candidate à Destination Eurovision, les sélections pour représenter la France au Concours Eurovision de la chanson 2018 avec la chanson Un jour j'ai rêvé, extrait de son second album homonyme. Cet album est un album de reprises à l'exception de We as one et Un jour j'ai rêvé et sa version anglaise Once I had a dream.

## Parcours musical
En 2015, elle participe à la saison 2 de The Voice Kids diffusée sur TF1. Elle est dans l'équipe de Patrick Fiori. Elle est la gagnante de l'émission.
À la suite de sa victoire, elle sort son premier album le 25 novembre 2016, intitulé À travers vos yeux.
En 2017 Elle reçoit le prix de Voix de L'océan Indien 2017 dans la catégorie Meilleure Voix Féminine.
En 2018, elle participe à Destination Eurovision, les sélections pour représenter la France au Concours Eurovision de la chanson 2018 avec la chanson Un jour j'ai rêvé.

## Artiste pour la paix
Le 26 septembre 2017, elle est nommée Artiste pour la paix par l'UNESCO.

## Enfoirés Kids
En 2017, elle participe à l'album Enfoirés Kids.